# Umbroteri
Umbrotherium és un gènere extint de giràfid que visqué durant el Tortonià, dins del Miocè. Fou descrit per Hurzeler i Engesser el 1976.
Se n'han trobat restes fòssils a Itàlia.